# Flutter (oculistica)
Il flutter (nel significato utilizzato in oculistica) è costituito da oscillazioni dell'occhio sul solo piano orizzontale, sotto forma di scariche di 3-4 micro-oscillazioni che interrompono la fissazione in posizione primaria.
Come nel caso dell'opsoclono si tratta di una tipologia di oscillazione priva di intervallo intersaccadico.
Il flutter condivide con l'opsoclono le possibili cause: anch'esso è infatti frequente nella patologia cerebellare, e a seguito di encefalite virale, ma può anche essere una manifestazione paraneoplastica del neuroblastoma nel bambino e di vari tipi di carcinoma viscerale nell'adulto.